# Monument à Edgar Quinet
Le Monument à Edgar Quinet est une sculpture réalisée par Marcel Mayer, inauguré dans le Square des Quinconces de Bourg-en-Bresse en novembre 1970. Elle est dédiée à Edgar Quinet, natif de Bourg-en-Bresse, et inclut un buste du personnage. Elle fait suite à un premier Monument à Edgar Quinet, œuvre d'Aimé Millet inaugurée au square des Quinconces en 1883, et détruite en 1942 par le régime de Vichy, dans le cadre de la mobilisation des métaux non ferreux.